# Б'янка Андреєску
Б'янка Андреєску (англ. Bianca Andreescu) — канадська тенісистка румунського походження, переможниця Відкритого чемпіонату США в одиночному розряді, дворазова чемпіонка юніорських турнірів Великого шлема в парному розряді.
Свій перший титул WTA Андреєску здобула на Indian Wells Masters 2019 в березні 2019 року, а в серпні вона виграла Rogers Cup у рідному місті Торонто. Цей успіх дозволив їй піднятися в рейтингу до чільної двадцятки.
У вересні 2019 року Андреєску стала першою канадкою, якій підкорився титул чемпіонки турніру Великого шлема — вона виграла Відкритий чемпіонат США з тенісу 2019. Завдяки цій перемозі Б'янка піднялася на п'яту сходинку світового рейтингу.
Виступаючи за Канаду в Fed Cup, Андреєску має співвідношення виграшів до програшів 10/3.

## Біографія
Народилася 16 червня 2000 року в Місісазі (Онтаріо), в сім'ї емігрантів з Румунії. Згодом батьки переїхали на батьківщину, де Б'янка і почала займатися тенісом у віці 7 років. Коли сім'я повернулася до Канади, Б'янка почала займатися в тенісному клубі рідного міста, а згодом — в дитячому тенісному центрі Федерації тенісу Канади в Торонто, де серед її тренерів була фіналістка Вімблдону Наталі Тоз'я.
2004 року тринадцятирічна Б'янка виграла престижний дитячий турнір «Les Petits As», ставши другою канадкою, після Габріели Дабровскі, якій вдалося досягти такого успіху. В кінці того ж року Андреєску перемогла на юніорському турнірі «Orange Bowl» в категорії до 16 років, а через рік — і в наступній категорії до 18 років, хоча на той момент їй ще не виповнилося навіть 16 років.

## Значні фінали

### Фінали турнірів Великого шлема

#### Одиночний розряд: 1 титул
| Результат | Рік  | Турнір  | Поверхня | Супротивниця   | Рахунок  |
| --------- | ---- | ------- | -------- | -------------- | -------- |
| Перемога  | 2019 | US Open | Хард     | Серена Вільямс | 6–3, 7–5 |

### Прем'єрні обов'язкові та Прем'єр 5

#### Одиночний розряд: 1 титул
| Результат | Рік  | Турнір       | Поверхня | Супротивниця    | Рахунок       |
| --------- | ---- | ------------ | -------- | --------------- | ------------- |
| Перемога  | 2019 | Індіан-Веллс | Хард     | Анджелік Кербер | 6–4, 3–6, 6–4 |
| Перемога  | 2019 | Rogers Cup   | Хард     | Серена Вільямс  | 3–1, прип.    |

## Фінали турнірів Великого шлема серед юніорів

### Парний розряд: 2 титули
| Результат | Рік  | Турнір          | Поверхня | Партнерка        | Супротивниці                       | Рахунок       |
| --------- | ---- | --------------- | -------- | ---------------- | ---------------------------------- | ------------- |
| Перемога  | 2017 | Australian Open | Хард     | Карсон Бренстайн | Мая Хвалінська Іга Швйонтек        | 6–1, 7–6(7–4) |
| Перемога  | 2017 | French Open     | Ґрунт    | Карсон Бренстайн | Олеся Первушина Анастасія Потапова | 6–1, 6–3      |

## Фінали турнірів WTA

### Одиночний розряд: 4 (3 титули)
| Результат | В–П | Дата     | Турнір                     | Категорія               | Поверхня | Супротивниця    | Рахунок       |
| --------- | --- | -------- | -------------------------- | ----------------------- | -------- | --------------- | ------------- |
| Поразка   | 0–1 | Січ 2019 | ASB Classic, Нова Зеландія | Міжнародний             | Хард     | Юлія Ґерґес     | 6–2, 5–7, 1–6 |
| Перемога  | 1–1 | Бер 2019 | Indian Wells Masters, США  | Прем'єрний обов'язковий | Хард     | Анджелік Кербер | 6–4, 3–6, 6-4 |
| Перемога  | 2–1 | Сер 2019 | Canadian Open, Канада      | Прем'єр 5               | Хард     | Серена Вільямс  | 3–1 прип.     |
| Перемога  | 3–1 | Вер 2019 | US Open, США               | Турнір Великого шлема   | Хард     | Серена Вільямс  | 6–3, 7–5      |

### Парний розряд: 1 фінал
| Результат | В–П | Дата     | Турнір                    | Категорія   | Поверхня       | Партнерка        | Супротивниці                  | Рахунок  |
| --------- | --- | -------- | ------------------------- | ----------- | -------------- | ---------------- | ----------------------------- | -------- |
| Поразка   | 0–1 | Вер 2017 | Tournoi de Québec, Канада | Міжнародний | Килим (у залі) | Карсон Бренстайн | Тімеа Бабош Андреа Главачкова | 3–6, 1–6 |

## Фінали турнірів серії WTA 125K

### Одиночний розряд: 1 титул
| Результат | В-П | Дата     | Турнір                                        | Поверхня | Супротивниця    | Рахунок       |
| --------- | --- | -------- | --------------------------------------------- | -------- | --------------- | ------------- |
| Перемога  | 1–0 | Січ 2019 | Oracle Challenger Series – Newport Beach, США | Хард     | Джессіка Пегула | 0–6, 6–4, 6–2 |